# TJ Internacionál Blovice
TJ Internacionál Blovice (celým názvem: Tělovýchovná jednota Internacionál Blovice) byl český klub ledního hokeje, který sídlil ve městě Blovice v Plzeňském kraji. Založen byl v roce 1990, zanikl v roce 2012. V letech 2010–2012 působil v Plzeňské krajské soutěži – sk. B, šesté české nejvyšší soutěži ledního hokeje. Klubové barvy byly černá a bílá.
Své domácí zápasy odehrával v Plzni na zimním stadionu Košutka s kapacitou 255 diváků.

## Přehled ligové účasti
Stručný přehled
Zdroj: 
- 1990–1992: Okresní přebor Plzeň-jih – sk. B (5. ligová úroveň v Československu)
- 1992–1993: Okresní přebor Plzeň-jih – sk. A (5. ligová úroveň v Československu)
- 1993–1994: Okresní přebor Plzeň-jih – sk. A (5. ligová úroveň v České republice)
- 1995–1996: Okresní přebor Plzeň-jih – sk. C (5. ligová úroveň v České republice)
- 1997–1999: Okresní přebor Plzeň-jih – sk. B (5. ligová úroveň v České republice)
- 1999–2000: Okresní přebor Plzeň-jih – sk. A (5. ligová úroveň v České republice)
- 2001–2002: Plzeňský krajský přebor (4. ligová úroveň v České republice)
- 2004–2005: Plzeňský krajský přebor (4. ligová úroveň v České republice)
- 2005–2006: Plzeňský krajský přebor – sk. A (4. ligová úroveň v České republice)
- 2006–2007: Plzeňský krajský přebor (4. ligová úroveň v České republice)
- 2010–2012: Plzeňská krajská soutěž – sk. B (6. ligová úroveň v České republice)

Jednotlivé ročníky
Zdroj: 
Legenda: ZČ - základní část, červené podbarvení - sestup, zelené podbarvení - postup, fialové podbarvení - reorganizace, změna skupiny či soutěže
| Československo (1990 – 1993) |                                  |           |           |                                       |                      |
| Sezóny                       | Soutěž                           | Úroveň    | ZČ        | Play-off, nadstavba, sk. o udržení... | Poznámky             |
| 1990/91                      | Okresní přebor Plzeň-jih – sk. B | 5. úroveň | 6. místo  |                                       |                      |
| 1991/92                      | Okresní přebor Plzeň-jih – sk. B | 5. úroveň | 4. místo  |                                       | Změna skupiny        |
| 1992/93                      | Okresní přebor Plzeň-jih – sk. A | 5. úroveň | 10. místo |                                       |                      |
| Česko (1993 – 2012)          |                                  |           |           |                                       |                      |
| Sezóny                       | Soutěž                           | Úroveň    | ZČ        | Play-off, nadstavba, sk. o udržení... | Poznámky             |
| 1993/94                      | Okresní přebor Plzeň-jih – sk. A | 5. úroveň | ?. místo  |                                       |                      |
| ...                          |                                  |           |           |                                       |                      |
| 1995/96                      | Okresní přebor Plzeň-jih – sk. C | 5. úroveň | ?. místo  |                                       |                      |
| ...                          |                                  |           |           |                                       |                      |
| 1997/98                      | Okresní přebor Plzeň-jih – sk. B | 5. úroveň | ?. místo  |                                       |                      |
| 1998/99                      | Okresní přebor Plzeň-jih – sk. B | 5. úroveň | ?. místo  |                                       | Změna skupiny        |
| 1999/00                      | Okresní přebor Plzeň-jih – sk. A | 5. úroveň | ?. místo  |                                       |                      |
| ...                          |                                  |           |           |                                       |                      |
| 2001/02                      | Plzeňský krajský přebor          | 4. úroveň | ?. místo  |                                       | Odhlášení ze soutěže |
| ...                          |                                  |           |           |                                       |                      |
| 2004/05                      | Plzeňský krajský přebor          | 4. úroveň | 7. místo  |                                       | Reorganizace         |
| 2005/06                      | Plzeňský krajský přebor – sk. A  | 4. úroveň | 6. místo  | Skupina o umístění (12. místo)        | Reorganizace         |
| 2006/07                      | Plzeňský krajský přebor          | 4. úroveň | 7. místo  |                                       | Odhlášení ze soutěže |
| ...                          |                                  |           |           |                                       |                      |
| 2010/11                      | Plzeňská krajská soutěž – sk. B  | 6. úroveň | 7. místo  |                                       |                      |
| 2011/12                      | Plzeňská krajská soutěž – sk. B  | 6. úroveň | 9. místo  | Zápas o 9. místo (prohra)             | Sestup               |